# Maksymilian Malicki
Maksymilian Malicki (ur. 1900, zm. 24 września 1978 w Warszawie) – polski inżynier, profesor Politechniki Warszawskiej, długoletni kierownik Katedry i Zakładu Ogrzewnictwa i Wentylacji PW.
Podczas studiów został członkiem Korporacji Akademickiej Arkonia.
Prowadził badania m.in. nad zyskami ciepła od nasłonecznienia. Stworzył tablice do obliczania przewodów wentylacyjnych uwzględniające współczynniki strat miejscowych ζ (np. przy przepływie przez trójnik lub kolano). Jego podręcznik "Wentylacja i klimatyzacja" stał się podstawową polskojęzyczną pozycją z tego zakresu. 
W uznaniu dorobku naukowego i wkładu w naukę polską został odznaczony Krzyżem Kawalerskim Orderu Odrodzenia Polski.
Był żonaty. Spoczywa na cmentarzu Powązkowskim w Warszawie (kwatera 217-4-17/18).

## Publikacje[3]
- "Odciągi miejscowe. Poradnik projektanta" – wydawnictwo Arkady, Warszawa 1958.
- "Obliczanie zysków ciepła od nasłonecznienia dla przegród nieprzezroczystych i przezroczystych" – 1965.
- "Wentylacja i klimatyzacja" – wydawnictwo PWN, Warszawa 1974 (pierwsze wydanie w 1965).
- "Wentylacja przemysłowa" – wydawnictwo Arkady, Warszawa 1967.
- "Tablice do obliczania przewodów wentylacyjnych" – wydawnictwo Arkady, Warszawa 1977.